# Kai (cantante canadiense)
Alessia De Gasperis Brigante (Toronto, Canadá, 17 de marzo de 1990), conocida profesionalmente como «Kai», es una cantante y compositora canadiense. Kai ha colaborado con personalidades destacadas en la industria de la música y es reconocida por su participación en el hit Never Be Like You.

## Carrera
En 2012, Kai se asoció con Adventure Club, un grupo dubstep de Montreal, para de la canción «Need Your Heart», la cual fue escrita y cantada por ella La canción ha sido remezclada por varios artistas, como Minnesota, Crywolf, y Candyland. La pista alcanzó el número 2 en las listas de música electrónica iTunes en Canadá.
Kai también colaboró con Diplo en su EP Revolution, coescrito y presentando en la pista del mismo nombre «Revolution» y su voz también aparece en la canción «Crawl» del álbum de Childish Gambino Because the Internet.
En 2014, Kai escribió la canción «Sweet Talker», canción producida por Diplo, en 2015, escribió y colaboró en la canción «Mind» del álbum Skrillex and Diplo present Jack Ü.
En 2016, Kai escribió y cantó en la canción «Never Be Like You» del músico electrónico Flume. Alcanzó el número uno en Australia además de convertirse en un éxito internacional.

## Discografía

### Sencillos
Colaboraciones
| Título                              | Año  | Posiciones de gráfico de la cumbre | Posiciones de gráfico de la cumbre | Posiciones de gráfico de la cumbre | Posiciones de gráfico de la cumbre | Posiciones de gráfico de la cumbre | Posiciones de gráfico de la cumbre | Posiciones de gráfico de la cumbre | Certificaciones                    | Álbum |
| Título                              | Año  | CAN                                | AUS                                | AUS Indie                          | BEL (FL)                           | FRA                                | PB                                 | EE. UU. Dance                      | Certificaciones                    | Álbum |
| ----------------------------------- | ---- | ---------------------------------- | ---------------------------------- | ---------------------------------- | ---------------------------------- | ---------------------------------- | ---------------------------------- | ---------------------------------- | ---------------------------------- | ----- |
| «Never Be Like You» (Flume ft. Kai) | 2016 | @–                                 | 1                                  | 1                                  | 10                                 | 156                                | 2                                  | 11                                 | - ARIA: 2× Platino - RMNZ: Platino | Skin  |

Otras colaboraciones
- 2012: «Need Your Heart» (Adventure Club feat. Kai).
- 2013: «Revolution» [Boaz van de Beatz Remix] (Diplo ft. Faustix, ImanoS y Kai) del EP Revolution de Diplo.
- 2013: «Crawl» (Childish Gambino ft. Kai) del álbum Because the Internet de Childish Gambino.